# 生物多様性保全上重要な里地里山
生物多様性保全上重要な里地里山（せいぶつたようせいほぜんじょうじゅうようなさとちさとやま）は、環境省が選定し、2015年12月18日に公表された、生物多様性を保全する上で重要な500ヶ所の日本の里地及び里山である。略称は「重要里地里山」（じゅうようさとちさとやま）。

## 概要
2012年度（平成24年度）に閣議決定された「生物多様性国家戦略」では、里地里山の保全活用に向けた取組の推進が、重点的に取り組むべき施策として挙げられている。環境省では、里地里山を次世代に残すべき自然環境と位置づけ、500ヶ所の「生物多様性保全上重要な里地里山」を選定した。選定された里地里山を広く国民に知ってもらうことや、農産物等のブランド化や観光資源などに活用することが意図されている。

## 選定基準
次のうち、2項目以上を満たしていること。
1) 多様で優れた二次的自然環境を有する
- 従来のくらし・生業、新たな活動等、人の適切な関与がなければ劣化、消失のおそれがある身近な自然（手入れの行き届いた社叢林などの残存林、ため池・自然水路、二次草原（半自然草原）、氾濫原・谷津田等の低地・湿地など）がある。
- 農地、ため池、二次林、草原などの環境がモザイク状に存在し、動的な土地利用が行われている。

2) 里地里山に特有で多様な野生動植物が生息・生育する
- 対象地において、里地里山に特徴的な種（里地里山的環境を好む種、里地里山的環境に依存性の高い種、複数の異なる環境を必要とする種など）、あるいは希少種についての生息・生育情報がある。（種名、種数など）
- 希少種、象徴種などの保全の取組によって、当該里地里山全体の保全、その他さまざまな種の保全につながっている。

3) 生態系ネットワークの形成に寄与する
- 豊かな里地里山生態系のシンボルであるオオタカ・サシバが確認されている。（これらの里地里山を残していくことが、全国的な生態系ネットワークの形成において重要とされている。）
- 渡り鳥の生息地・中継地点として、国際的に重要な地域である。
- 生きものの視点から見たつながり、生態系の視点（森・里・川・海等）から見たつながりを確保している。

## 選定地
重要里地里山選定地一覧を参照。